# 부흥사
부흥사(영어: revivalist)는 종교 부흥을 일으키기 위하여 사역하는 성직자이다. 두번째 정의는 관습, 기관, 사상에 활기를 불어넣는 사람을 말한다. 이 정의는 최근 수십 년 동안 미국의 카리스마와 오순절 기독교인에 의해서 더욱 힘을 얻고 있다. "하나님의 분명한 임재가  삶과 문화를 변화 시킨다는 것을 인식하는" 사람으로 수정되고 적용되었다. 부흥가는 또한 종교적 재 각성 또는 영적 사상, 정통성, 종교적 또는 개인적인 경험으로의 회복, 또는 신성한 사건에 대한 공동 추구를 주재하거나 적극적으로 추구하는 사람을 포함 할 수 있다.

## 한국의 유명한 부흥사들
- 김익두
- 길선주
- 이성봉
- 박재봉
- 박태선

## 유명한 부흥가들
- 아더 태펀 피어선
- AB 심슨
- A.W. 토저
- Aimee Semple McPherson
- Alexander Dowie
- Charles Parham
- Charles Spurgeon
- 조오지 뭘러
- 조오지 휫필드
- John Bunyan
- John G. Lake
- John Knox
- J존 웨슬리
- Jonathan Edwards
- Katherine Kuhlman
- Sadhu Sundar Sing
- Smith Wigglesworth
- Watchman Nee
- David Brainerd
- William Branham
- William J. Seymour

### 부흥사들 단체들
- 홍채 사역
- 글로벌 각성
- 글로벌 레거시
- 부흥 동맹
- 토론토 공항 기독교 펠로우쉽
- 불의 학교

## 같이 보기
- 기독교 부흥운동